# Corregidora Ortiz 1.ª Sección
Corregidora Ortiz 1.ª Sección es una localidad del municipio de Centro ubicado en la subregión centro del estado mexicano de Tabasco.

## Geografía
La localidad de Corregidora Ortiz 1.ª Sección se sitúa en las coordenadas geográficas 17°54′35″N 93°06′33″O / 17.909722, -93.109167, a una elevación de 10 metros sobre el nivel del mar.

## Demografía
Según el Conteo de Población y Vivienda 2020, efectuado por el Instituto Nacional de Estadística y Geografía, la localidad de Corregidora Ortiz 1.ª Sección tiene 2,427 habitantes, de los cuales 1,178 son del sexo masculino y 1,249 del sexo femenino. Su tasa de fecundidad es de 2.49 hijos por mujer y tiene 682 viviendas particulares habitadas.
| Gráfica de evolución demográfica de Corregidora Ortiz 1.ª Sección entre 1910 y 2020 |
|                                                                                     |
| INEGI.                                                                              |